# VC-137C SAM 26000
SAM 26000 est le premier des deux avions Boeing VC-137C de l'United States Air Force spécialement configurés et conservés pour une utilisation par le président des États-Unis. Il emploie l'indicatif d'appel Air Force One lorsque le président est à bord, SAM 26000 autrement.

## Histoire opérationnelle

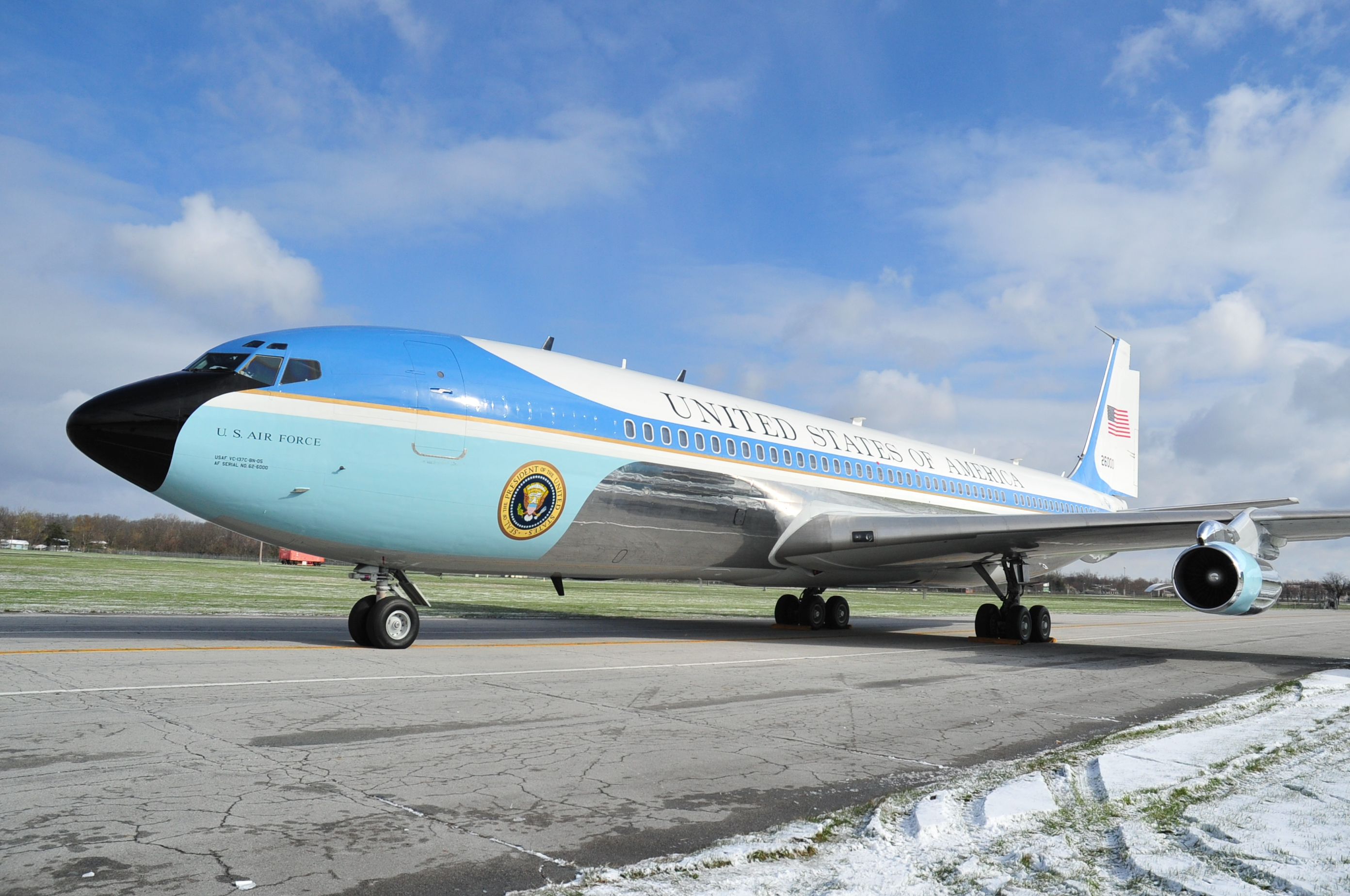
Le VC-137C SAM 26000 au National Museum of the United States Air Force.

SAM 26000 entre en service en 1962 pendant l'administration John F. Kennedy. Il est construit à l'usine Boeing de Renton dans l'État de Washington pour un coût de huit millions de dollars. Raymond Loewy, travaillant avec la première dame Jacqueline Kennedy, dessine un schéma de couleur bleu et blanc avec le sceau présidentiel qui est encore utilisé aujourd'hui. L'avion sert de moyen de transport principal pour trois présidents : John F. Kennedy, Lyndon B. Johnson et Richard Nixon pendant son premier mandat. En 1972, pendant l'administration Nixon, l'avion est remplacé par un autre 707, SAM 27000, bien que SAM 26000 soit gardé comme avion de remplacement jusqu'en 1998.